# Campeonato Nacional de Rodeo de 2012
El Campeonato Nacional de Rodeo de 2012 fue la versión número 64 del Campeonato Nacional de Rodeo. La final se disputó el 1 de abril de 2012 y los campeones fueron Juan Carlos Loaiza y Eduardo Tamayo en "Cantora" y "Alabanza" con 37 puntos.
Juan Carlos Loaiza alcanzó su octavo título nacional, pasando a la historia del rodeo chileno siendo el jinete con más títulos, superando al mítico Ramón Cardemil, quien alcanzó siete títulos.
El campeonato duró cuatro días, sellando la temporada 2011-2012. Michelle Recart se convirtió en la primera mujer en clasificar a la serie de campeones de un Campeonato Nacional de Rodeo.  
Los campeones del movimiento de la rienda fueron Ricardo González y Romané Soto, en la competencia masculina y femenina, respectivamente.

## Resultados

### Serie de campeones
La serie de campeones comenzó a las 15:14. Antes, el presidente de la Federación del Rodeo Chileno, Óscar Lería Chateau, realizó un discurso (fue su último campeonato nacional como presidente de la federación); se estimuló con pacientes de la hipoterapia que ha impulsado la entidad junto a la Municipalidad de Rancagua y CRIN; y se corrió el Novillo del Silencio, a cargo de los capataces Guillermo Barra, Óscar Bustamante y José Manuel Pérez, junto a Leonardo García Echavarri.
Posteriormente El Ideal Changa, montada por Juan Alberto Delgado ganó el tradicional premio del "sello de raza". Las medidas del ejemplar fueron 1,36 metro de alzada; 1,70 metro de cincha; y 18 centímetros de caña. Los jurados fueron Manuel Bunster y Ernesto Forster.
Juan Alberto Mundaca y Alfonso Navarro entusiamaron al público con una carrera de 11 puntos. Los presentes en la Monumental de Rancagua esperaban el primer título del popular "Chiqui", sin embargo solo llegaron al tercer animal. La otra carrera de 11 puntos buenos en el primer animal la realizaron Juan Carlos Loaiza y Eduardo Tamayo del Criadero Santa Isabel. Luis Fernando Corvalán y Gustavo Valdebenito, campeones del clasificatorio de San Carlos, realizaron la mejor carrera del primer animal con increíbles 12 puntos. El momento más decepcionante fue para quienes defendían la corona: Pedro Pablo Vergara y Germán Varela solo realizaron cuatro puntos y no pudieron pasar al segundo animal.
En el segundo huacho el criadero Peleco quedaba con 19 puntos, seguido por el Santa Isabel con 18. Rodrigo Willer y Mario Matzner, después de una carrera de 10 puntos, quedaban con 17.
En el tercer animal se concretaba la lucha entre dos colleras. Santa Isabel sumaba 27 contra 24 de los de Taitao II. El resto de las colleras ya pensaban en la lucha por el tercer lugar.
En el último toro Diego Pacheco y Emiliano Ruiz realizan 9 puntos y quedan con 33.
Vendría el turno para los valdivianos del Santa Isabel. Loaiza marca dos atajadas de tres puntos buenos y Tamayo realiza la misma puntuación en su atajada, con esos 10 puntos finalizaban el campeonato con 37 puntos y ya eran los campeones. Loaiza alcanzaba la histórica suma de ocho campeonatos nacionales, mientras que su compañero lograba su sexta estrella, quedando en el podio de los históricos.
| Cuarto Animal 2012 | Cuarto Animal 2012                  | Cuarto Animal 2012        | Cuarto Animal 2012           | Cuarto Animal 2012 |
| ------------------ | ----------------------------------- | ------------------------- | ---------------------------- | ------------------ |
| Posición           | Jinetes                             | Caballos                  | Asociación                   | Puntaje            |
| 1º                 | Juan Carlos Loaiza y Eduardo Tamayo | "Cantora" y "Alabanza"    | Valdivia                     | 37                 |
| 2º                 | Diego Pacheco y Emiliano Ruiz       | "Marito" y "Buen Amigo"   | Colchagua y Santiago Oriente | 33                 |
| 3º                 | Luis Corvalán y Gustavo Valdebenito | "Rosquera" y "Ronaldo"    | Malleco                      | 29                 |
| 4º                 | Gonzalo Schwalm y Carlos Schwalm    | "Rosalia II" y "Porfiada" | Osorno                       | 26                 |
| 5º                 | Rodrigo Willer y Mario Matzner      | "Hornero" y "Guinda"      | Osorno                       | 21                 |
| 6º                 | Diego Tamayo y Mario Tamayo         | "Querencia" y "Es Más"    | O'Higgins                    | 20                 |

### Serie Criadores
- 1° Lugar: Jorge Ortega y José Luis Ortega (Los Andes) en "Lila" y "Antonia", 31 puntos.
- 2° Lugar: Leonardo Espinoza y Rolando Varela (Cordillera) en "Risueño" y "Perverso", 30.
- 3° Lugar: Juan Alejandro Pozo y José Manuel Pozo (Talca) en "Tramposo" y "Retoño", 30.

### Serie Caballos
- 1º Lugar: Alexi Troncoso y Cristian Gallardo (Llanquihue y Palena) en "Lucero" y "Barrendero", 30.
- 2º Lugar: Emiliano Ruiz y Fernando Rodríguez (Santiago Oriente) en "Rezongon" y "Chico Daniel", 28.
- 3º Lugar: Jorge Ortega y José Luis Ortega (Los Andes) en "Lonco" e "Incauto", 28.

### Serie Yeguas
- 1º Lugar: Diego Tamayo y Mario Tamayo (O'Higgins) en "Querencia" y "Es Más", 34.
- 2º Lugar: Eduardo Tamayo y Juan Carlos Loaiza (Valdivia) en "Cantora" y "Alabanza", 31.
- 3º Lugar: Gonzalo Schwalm y Carlos Schwalm (Osorno) en "Rosalia II" y "Porfiada", 30.

### Serie Potros
- 1º Lugar: David Huerta y Agustín Ugalde (Osorno) en "Mafioso" y "Huracán", 32.
- 2º Lugar: Gustavo Valdebenito y Luis Corvalán (Malleco) en "Rebuscado" y "Copaquiri", 30.
- 3º Lugar: Sebastián Walker y Luis Cortés (Valdivia) en Poncho al "Viento" y "Vivo el Ojo", 25.

### Serie Mixta
- 1º Lugar: Juan Stambuk y Pedro Espinoza (Quillota) en "Bellaquita" e "Indio", 31.
- 2º Lugar: Michelle Recart y Alfonso Ávila (Concepción) en "Estelita" y "Recluta", 29.
- 3º Lugar: Rafael Melo y Sergio Labbé (Valdivia) en "Alguacil" y "Chamboreado", 29.

### Primera Serie Libre A
- 1º Lugar: Cristian Flores y Homero González (Ñuble) en "Yuyal" y "Que Especial", 29.
- 2º Lugar: Javier Pezoa y Marcelo Rivas (Bio-Bio) en "Rotoso" y "Calcetín", 23.
- 3º Lugar: Hernán Rehbein y Juan Rehbein (Llanquihue y Palena) en "Satánico" y "Barquillo", 22.
- 4º Lugar: Rodrigo Willer y Mario Matzner (Osorno) en "Hornero" y "Guinda", 22.
- 5º Lugar: Pedro Espinoza y Juan Stambuk (Quillota) en "Rucalén" y "Anacleto", 20.

### Primera Serie Libre B
- 1º Lugar: José Tomás Meza y Cristóbal Cortina (Cordillera) en "As de Copas" y "Augurio", 29.
- 2º Lugar: Pedro Espinoza y Schawky Eltit (Quillota) en "Compromiso" y "Estafado", 27.
- 3º Lugar: Roberto Bozzo y Roberto Rebolledo (Cautín) en "Apurón" y "Castañazo", 24.
- 4º Lugar: Francisco Cardemil y Camilo Padilla (Talca) en "Festuca" y "Elegante", 24.
- 5º Lugar: Hernán Rehbein y Bruno Rehbein (Llanquihue y Palena) en "Atrevida" y "Cadejilla", 20.

### Segunda Serie Libre A
- 1º Lugar: Francisco Muñoz y José Sánchez (Valdivia) en "Figurón" y "Carpincho", 35.
- 2º Lugar: Juan Delgado e Iván Carvajal (Santiago Oriente) en "Changa" y "Almendra", 28.
- 3º Lugar: Álvaro Tamayo y Eduardo Tamayo (Valdivia) en "Nudo Ciego" y "Chamorrero", 28.
- 4º Lugar: Francisco Moreno y Luis Yáñez (Talca) en "Aguerrido" y "Madrigal", 26.

### Segunda Serie Libre B
- 1º Lugar: Juan Mundaca y Alfonso Navarro (Valdivia) en "Chompiraz" y "Memo", 31.
- 2º Lugar: Germán Varela y Marcelo Guzmán (Concepción) en "Mi Compadre" y "Recuerdo", 28.
- 3º Lugar: Diego Pacheco y Emiliano Ruiz (Colchagua y Santiago Oriente) en "Marito" y "Buen Amigo", 28.
- 4º Lugar: Mauricio Villarroel y Juan Villarroel (Los Andes) en "Indulto" y "Escultor", 27.

### Movimiento de la rienda masculino
- Campeón: Ricardo González (Litoral Central) en "Chao no más", 57.
- Segundo campeón: Ricardo González (Litoral Central) en "Distinguido", 55.
- Tercer campeón: Luis Eduardo Cortés (Valdivia) en Milonga, 54.

### Movimiento de la rienda femenino
- Campeón: Romané Soto (Colchagua) en "Farrero", 48.
- Segundo campeón: Ignacia del Río (Santiago Oriente) en "Escrúpulo", 43.
- Tercer campeón: Yeny Troncoso (Maipo) en "Acertijo", 37.

## Clasificatorios
Las colleras que durante la temporada realizaron 15 o más puntos y ganaron a lo menos un rodeo, están disputando su cupo en los distintos rodeos clasificatorios para el Campeonato Nacional de Rodeo de 2012. Los clasificatorios de la zona centro-sur se disputarán en Osorno y en San Carlos, mientras que los de la zona centro-norte se realizarán en Melipilla y en Los Andes. Los campeones de cada rodeo clasificatorio clasifican en forma automática para la Serie de Campeones de Rancagua.

### Clasificatorio de Osorno
El primer rodeo clasificatorio de la zona centro-sur se realizó entre el 23 y 26 de febrero de 2012 en la Medialuna de Osorno. La final fue emocionante para el público asistente a la medialuna techada ya que se disputó un desempate, culminando campeones los jinetes de Temuco Pablo Aguirre y Manuel Yáñez, quienes realizaron un punto más que los vicecampeones en el desempate.
- 1° Lugar: Pablo Aguirre y Manuel Yáñez en "Grandioso" y "Canta Serio" con 36 + 11 puntos (Asociación Cautín).
- 2° Lugar: Francisco Cardemil y Camilo Padilla en "Regalía" y "Bochinchero" con 36 + 10 puntos (Asociación Talca).
- 3° Lugar: Francisco Muñoz y José Miguel Sánchez en "Figurón" y "Carpincho" con 36 + 8 puntos (Asociación Valdivia).

### Clasificatorio de Melipilla
El primer clasificatorio de la zona centro-norte se disputó entre el 1 y 4 de marzo de 2012 en la medialuna de la ciudad de Melipilla. Los ganadores fueron Arnoldo Rivero y Gustavo Cornejo, jinetes de la Asociación Cordillera, quienes montaron a "Rajuñao" y "El Ranchero", totalizando un total de 40 puntos buenos.
- 1° Lugar: Arnoldo Rivero y Gustavo Cornejo en "Rajuñao" y "El Ranchero" con 40 puntos (Asociación Cordillera).
- 2° Lugar: Criadero El Trapiche, José Luis Ortega y Jorge Ortega en "Lonco" e "Incauto" con 36 puntos (Asociación Los Andes).
- 3° Lugar: Criadero La Espuelita, Leonardo Espinoza y Rolando Varela en "Risueño" y "Perverso" con 32 puntos (Asociación Cordillera).

### Clasificatorio de San Carlos
Se disputó entre el 8 y 11 de marzo de 2012 en la Medialuna de San Carlos. Los ganadores, de los tres lugares, fueron la pareja conformada por Gustavo Valdebenito y Luis Corvalán, quienes marcaron un hito dentro del rodeo chileno, al ser la primera pareja que obtiene los tres primeros lugares dentro de un clasificatorio.
- 1° Lugar: Gustavo Valdebenito y Luis Carvalán en "Ronaldo" y "Rosquera" con 33 puntos (Asociación Malleco).
- 2° Lugar: Criadero Peleco, Gustavo Valdebenito y Luis Carvalán en "Morcacho II" y "Mariscal" con 32 puntos (Asociación Cordillera).
- 3° Lugar: Criadero Negrete el Peumo, Gustavo Valdebenito y Luis Corvalán en "Copaquiri" y "Rebuscado" con 31 puntos (Asociación Malleco).

### Clasificatorio de Curicó
Se disputó entre el 15 y 18 de marzo de 2012 en la Medialuna de Curicó. Inicialmente este rodeo se iba a disputar en Los Andes, pero en una reunión de directorio de la Federación del Rodeo Chileno se determinó que fuera revocada la asignación a la entidad andina por el no cumplimiento de requisitos establecidos.
- 1° Lugar: Jorge Pino y Ramón Pizarro en "Puyipato" y "Tribillón" con 28+6 puntos (Asociación Curicó).
- 2° Lugar: Guillermo Trivelli y Leonel Quintana en "Encerrón" y "Maletero" con 28+1 (Asociación Santiago).
- 3° Lugar: Jorge Ortega y José Luis Ortega en "Lila" y "Antonia" con 22 puntos (Asociación Los Andes).

## Cuadro de honor temporada 2011-2012

### Jinetes
- 1° Juan Carlos Loaiza (Asociación Valdivia, Club Futrono) 341 puntos.
- 2° Eduardo Tamayo (Asociación Valdivia, Club Futrono) 321 puntos.
- 3° Diego Pacheco (Asociación Colchagua, Club Huemul) 253 puntos.
- 4° Emiliano Ruiz (Asociación Santiago Oriente, Club Vitacura) 236 puntos.
- 5° Luis Fernando Corvalán (Asociación Malleco, Club Purén) 222 puntos.
- 6° Gustavo Valdebenito (Asociación Malleco, Club Purén) 187 puntos.
- 7° Diego Tamayo (Asociación O'Higgins, Club Rancagua-La Ramirana) 91 puntos.
- 8° Mario Matzner (Asociación Osorno, Club Río Negro) 75 puntos.
- 9° Pedro Juan Espinoza (Asociación Quillota, Club Olmué) 43 puntos.
- 10° Carlos Schwalm (Asociación Osorno, Club San Juan dela Costa) 41 puntos.

### Caballos
- 1° "Retoño" ("Estandarte" y "Corona"), propiedad de José Manuel Pozo, 316 puntos.
- 2° "Tramposo" ("Campo Bueno II" y "Maraña"), propiedadde José Manuel Pozo, 267 puntos.
- 3° "Lonco" ("Cadejo" y "Lonja"), propiedad de Arturo Correa S., 236 puntos.
- 4° "Madrigal" ("Malicioso" y "Recesión"), propiedad de Alfredo Moreno, 188 puntos.
- 5° "Barquillo" ("Chamanto" y "Esperanza"), propiedad de Hernán Rehbein, 163 puntos.
- 6° "Recluta" ("Estilo" e "Iñora"), propiedad de Manuel Recart, 147 puntos.
- 7° "Lucero" ("Taco II" y "Papaya"), propiedad de Iván Gallardo, 118 puntos.
- 8° "Aguerrido" ("Aromo" y "Agua Turbia"), propiedad de Alfredo Moreno, 108 puntos.
- 9° "Chico Daniel" ("Quiero Verte" y "Campechana"), propiedad de Jorge Schenke, 74 puntos.
- 10° "Satánico" ("Satanás" y "Candileja"), propiedad de Juan Antonio Rehbein, 68 puntos.

### Yeguas
- 1° "Cantora" ("Nudo Ciego" y "Bombonera"), propiedad de Agustín Edwards, 347 puntos.
- 2° "Alabanza" ("Escorpión" y "Bandera"), propiedad de Agustín Edwards, 293 puntos.
- 3° "Rosquera" ("Remehue" y "Doña Flora"), propiedad de Rubén Valdebenito, 265 puntos.
- 4° "Porfiada" ("Estoque" y "Piropera"), propiedad de Carlos Schwalm, 257 puntos.
- 5° "Querencia" ("Que más da en domingo" y "Es Buena"), propiedad de Rodrigo Errázuriz, 198 puntos.
- 6° "Es Más" ("Reservado" y "Cuchi Cuchi"), propiedad de Rodrigo Errázuriz, 154 puntos.
- 7° "Rosalía II" ("Rosauro" y "Rosalía"), propiedad de Carlos Schwalm, 144 puntos.
- 8° "Guinda" ("Pícaro" y "Espuela"), propiedad de Eduardo Epple H., 111 puntos.
- 9° "Regalía" ("Esplendor" y "Ramita"), propiedad de Patricio Lioi, 38 puntos.
- 10° "Atrevida" ("Tranquero" y "Llorona"), propiedad de Juan Antonio Rehbein, 34 puntos.

### Potros
- 1° "Marito" ("Plebiscito" y "Orayita"), propiedad de Diego Pacheco, 332 puntos.
- 2° "Ronaldo" ("Requinto" y "Raptora"), propiedad de Rubén Valdebenito, 312 puntos.
- 3° "Hornero" ("Pícaro" y "Espuela"), propiedad de Eduardo Epple H., 228 puntos.
- 4° "Buen Amigo" ("Plebiscito" y "Bertola"), propiedad de Diego Pacheco, 192 puntos.
- 5° "Carpincho" ("Plebiscito" y "Juliana") propiedad de Adolfo Méndez, 190 puntos.
- 6° "Figurón" ("Escorpión" y "Cepilla"), propiedad de Adolfo Méndez, 139 puntos.
- 7° "Anacleto" ("Indiano" y "Anastasia"), propiedad de Ricardo Stambuk 92 puntos.
- 8° "Yuyal" ("Tranquilito" y "Chabela"), propiedad de Álvaro Gatica, 87 puntos.
- 9° "Mafioso" ("Matorral" y "Pitancera"), propiedad de Agustín Ugalde, 68 puntos.
- 10° "Huracán" ("Trago Largo" y "Ofendida"), propiedad de Agustín Ugalde, 55 puntos.